# Bahnhof Graal-Müritz
Der Bahnhof Graal-Müritz liegt in der gleichnamigen Gemeinde im Landkreis Rostock in Mecklenburg-Vorpommern an der Bahnstrecke Rövershagen–Graal-Müritz.
Der Bahnhof wurde 1925 von der Mecklenburgischen Bäderbahn in Betrieb genommen. 1949 wurden Bahn und Bahnhof in die Deutsche Reichsbahn eingegliedert. Wegen des schlechten Zustands der gesamten Strecke fuhr vorerst 1999 der letzte planmäßige Personenzug den Bahnhof an. Im Jahre 2004 folgte die Reaktivierung von Strecke und Bahnhof. Der ursprüngliche Bahnhof wurde vom Netz abgebunden und durch einen neuen Haltepunkt in versetzter Lage ersetzt. Darüber hinaus gibt es auf dem Gebiet von Graal-Müritz bzw. an dessen Grenze noch zwei weitere Haltepunkte auf der Strecke.
Das Empfangsgebäude des alten Bahnhofs war denkmalgeschützt, wurde aber nach Sanierung und Umbauten von der Denkmalliste gestrichen.

## Lage der Betriebsstellen
Der ehemalige Bahnhof Graal-Müritz befand sich im Osten des Ortsteiles Graal an der nach Müritz verlaufenden Birkenallee. 
Der neue Haltepunkt, der den alten Bahnhof ersetzt, liegt 400 Meter weiter westlich. Der sich dazwischen befindende Bahnübergang ist nicht mehr in Betrieb. Nur 600 Meter westlich des Haltepunktes Graal-Müritz liegt der Haltepunkt Graal-Müritz Koppelweg, nach weiteren 800 Metern folgt der Haltepunkt Rostock-Torfbrücke. Der Distanz zwischen diesen vier Betriebsstellen beträgt gerade einmal 1,8 Kilometer.

## Bahnhof

### Geschichte

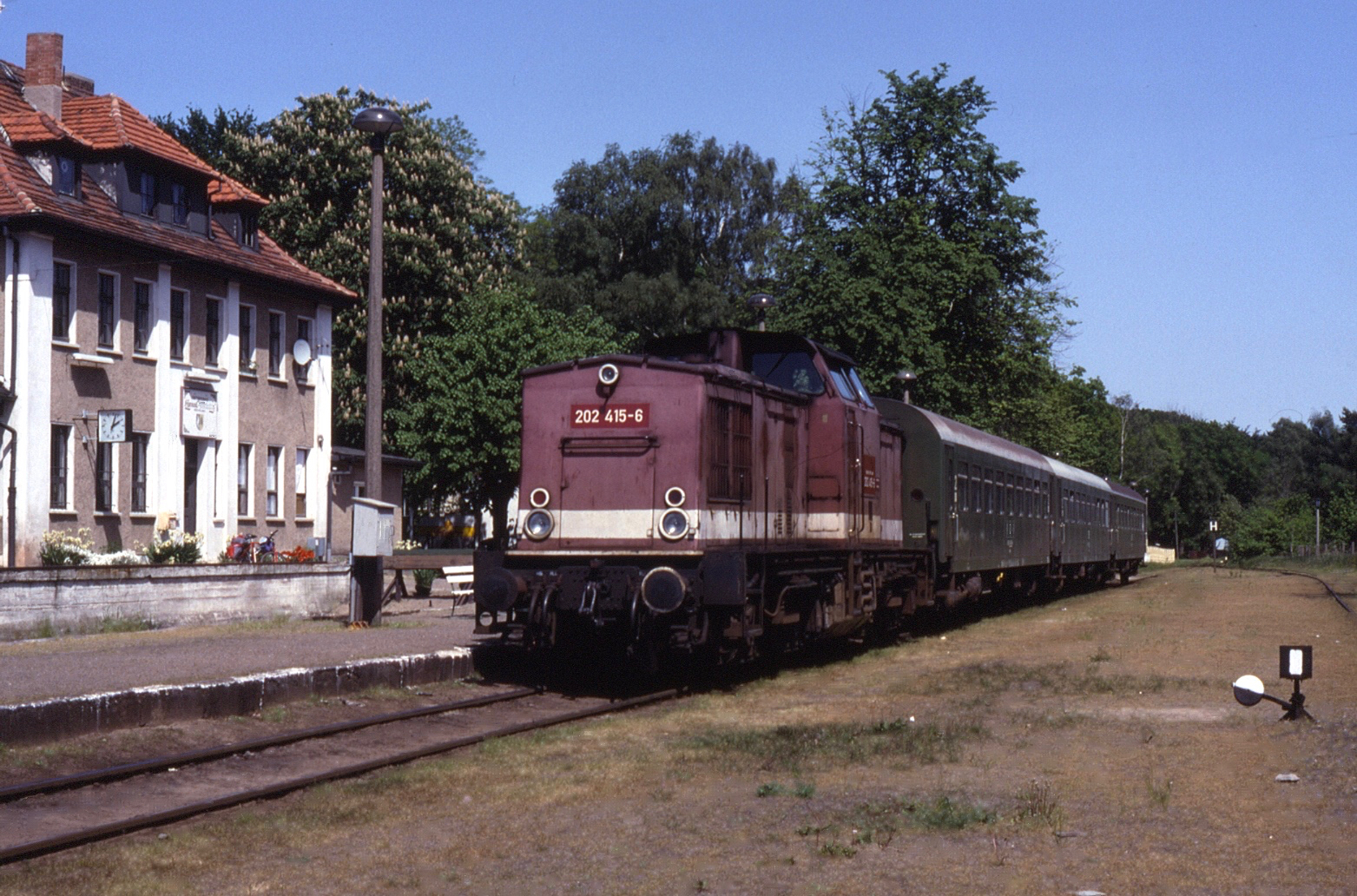
Bahnhof Graal-Müritz im Mai 1992

Die Orte Graal und Müritz entwickelten sich im Laufe des 19. Jahrhunderts zu Bade- und Kurorten. Aus diesem Grund sah man die Notwendigkeit, die Orte an das Bahnnetz anzuschließen. Über einen Anschluss an die Bahnstrecke Stralsund–Rostock wurde nachgedacht. Doch zunächst kam es nicht dazu. Erst durch die neu gegründete Mecklenburgische Bäderbahn AG wurden die Pläne konkreter. Die Strecke von Rövershagen wurde am 1. Juli 1925 eröffnet. Der Endpunkt, der auf Graaler Gebiet zwischen den Zentren beider Orte lag, erhielt von Anfang an den Namen Graal-Müritz, den nach der Vereinigung beider Orte im Jahr 1938 auch die Gemeinde übernahm.
Das Empfangsgebäude wurde nicht pünktlich fertig. Die Fertigstellung kam erst ein wenig später.
Der Bahnhof wurde so angelegt, dass eine Verlängerung der Strecke in Richtung Fischland und Darß möglich gewesen wäre.
Vor der Einstellung des Verkehrs 1999 kamen auch Triebwagen der Baureihe 628 zum Einsatz. Nur ein Bahnsteiggleis wurde noch genutzt. Ein bestehendes Lokumlaufgleis wurde von den Triebwagen nicht mehr benötigt und wurde somit überflüssig. Davor, vermutlich bis zum Jahre 1996, verkehrten Loks der Baureihe V 100. Oft führten diese drei Personenwaagen. Bis in die 1990er-Jahre war sporadischer Güterverkehr noch möglich. Dazu war ein Ladegleis neben dem Empfangsgebäude vorhanden. Am westlichen Bahnhofskopf gab es für die Stationierung von Lokomotiven einen Lokschuppen. Noch bis 1994 wurde er genutzt, inzwischen jedoch abgerissen.
Am 26. Dezember 1999 wurde der Personenverkehr aufgrund massiver Oberbaumängel vorerst eingestellt. Schienenersatzverkehr mit Bussen wurde eingerichtet.
2004 begann die Sanierung der Strecke zwischen Rövershagen und Graal-Müritz. Im Zuge der Streckensanierung wurde der Bahnhof vom Gleisnetz abgebunden und ein neuer westlich gelegener Haltepunkt angelegt. Die Anlagen wuchsen immer weiter zu. Erst im Sommer 2005 entfernte man fast alle verbliebenen Gleisanlagen. Bahnsteige, Bahnsteiglampen und Streckenfernsprecher blieben zunächst erhalten. Erst als das Gelände zu einem Parkplatz umgestaltet wurde, entfernte man die Anlagen restlos. Nach Sanierung des Empfangsgebäudes befindet sich seit 2005 darin ein Restaurant. Der Bahnhofsname wurde wieder am Gebäude angebracht, um an seine ehemalige Nutzung zu erinnern. Der am östlichen Bahnhofsende liegende Prellbock ist mittlerweile ebenfalls entfernt.
Das Bahnhofsgebäude stand Mitte der 1990er Jahre auf der Denkmalliste des Landes Mecklenburg-Vorpommern. Auf neueren Denkmallisten nach der Sanierung und dem Umbau des Gebäudes ist es nicht mehr enthalten.

### Betriebliches
Der Bahnhof wurde immer im vereinfachten Nebenbahnbetrieb geführt. Für jede Abfahrt eines Zuges war die Freimeldung durch den Fahrdienstleiter in Rövershagen erforderlich. Daher konnte immer nur ein Zug auf der gesamten Strecke unterwegs sein. Es gab keine Kreuzungsmöglichkeiten. Bei den örtlichen Weichen handelte es sich um Handweichen, die direkt durch das Zugpersonal bedient werden mussten. Bis in die 1990er-Jahre gab es einen Fahrkartenschalter.

## Haltepunkt
Der neue Haltepunkt Graal-Müritz wurde im Jahre 2004 errichtet. Am 12. Dezember desselben Jahres ging er in Betrieb. Der Haltepunkt verfügt über ein Bahnsteiggleis (100 m Länge und 55 cm Höhe). Es endet an einem Prellbock kurz vor dem aufgelassenen Bahnübergang. Lade- und Gütergleise sowie Weichen gibt es an diesem Standort nicht. Aus diesem Grund ist der Einsatz lokbespannter Züge, z. B. Sonderzüge, nur sehr schwer möglich.
Neben dem Haltepunkt wurde eine Bushaltestelle eingerichtet, die einfaches Umsteigen zum Busverkehr möglich machen soll. Hinzu kommt noch ein Parkplatz für Pendler. Seit ungefähr 2013 existiert im Bahnhof ein Fahrgastinformationssystem.
Regionalbahnzüge der Linie RB 12, die meistens zwischen Rostock und Graal-Müritz verkehren und von DB Regio betrieben werden, bedienen den Bahnhof im Stundentakt.

## Weitere Haltepunkte in Graal-Müritz

### Graal-Müritz Koppelweg
Graal-Müritz Koppelweg

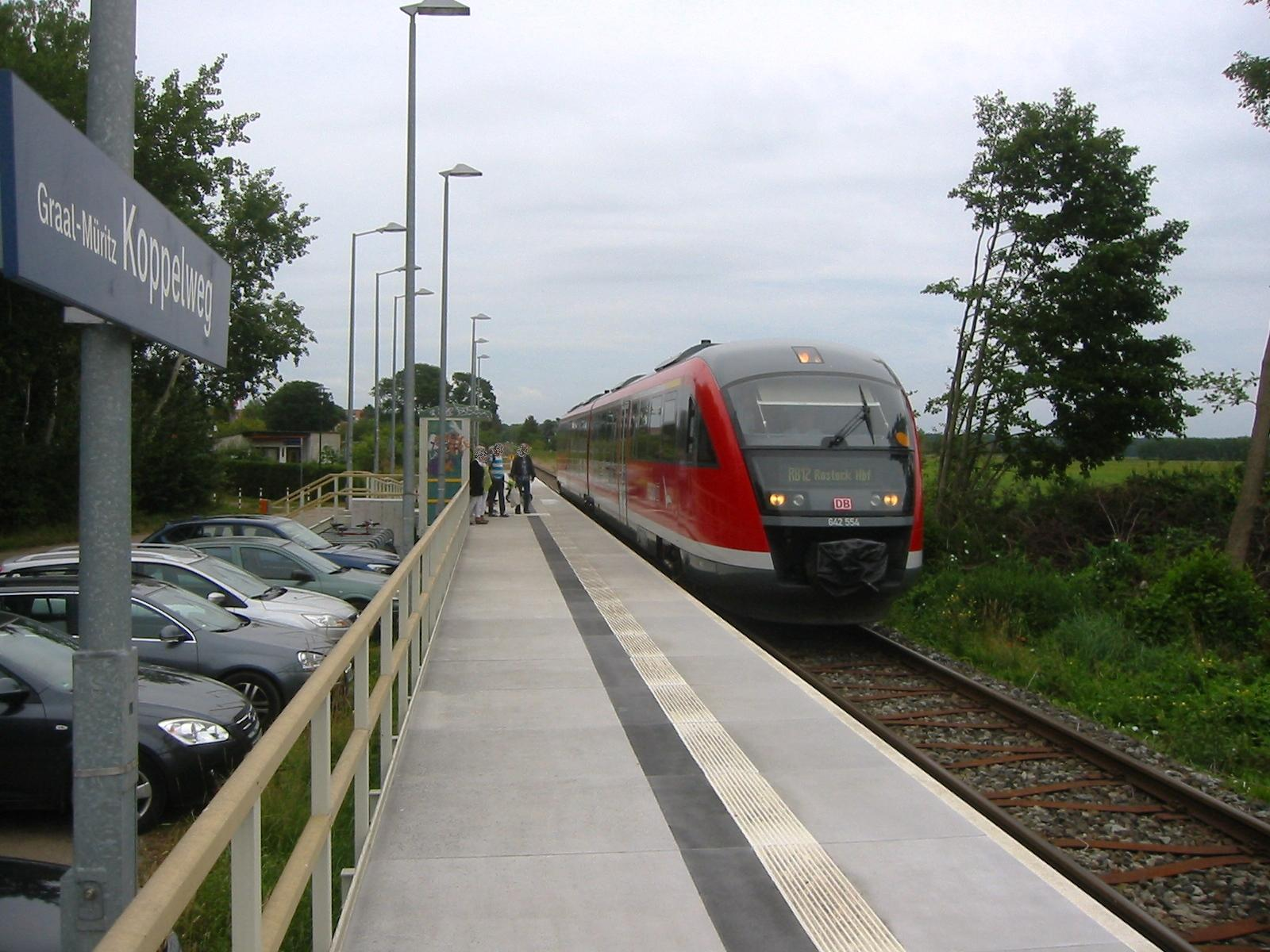
Haltepunkt Koppelweg (2012)

Der Haltepunkt Graal-Müritz Koppelweg wurde erst am 10. Dezember 2006 eröffnet. Das Material des Bahnsteigs stellt eine Besonderheit dar, da für ihn Glasfaser-Verbundstoff verwendet wurde. Vom Haltepunkt Koppelweg ist der Weg ins Graaler Ortszentrum kurz, was ihn für Touristen attraktiv macht. Trotz der geringen Abstände der Stationen im Gemeindegebiet nutzen einige Fahrgäste die Bahn auf den Abschnitten in Graal-Müritz.

### Rostock-Torfbrücke
Rostock-Torfbrücke

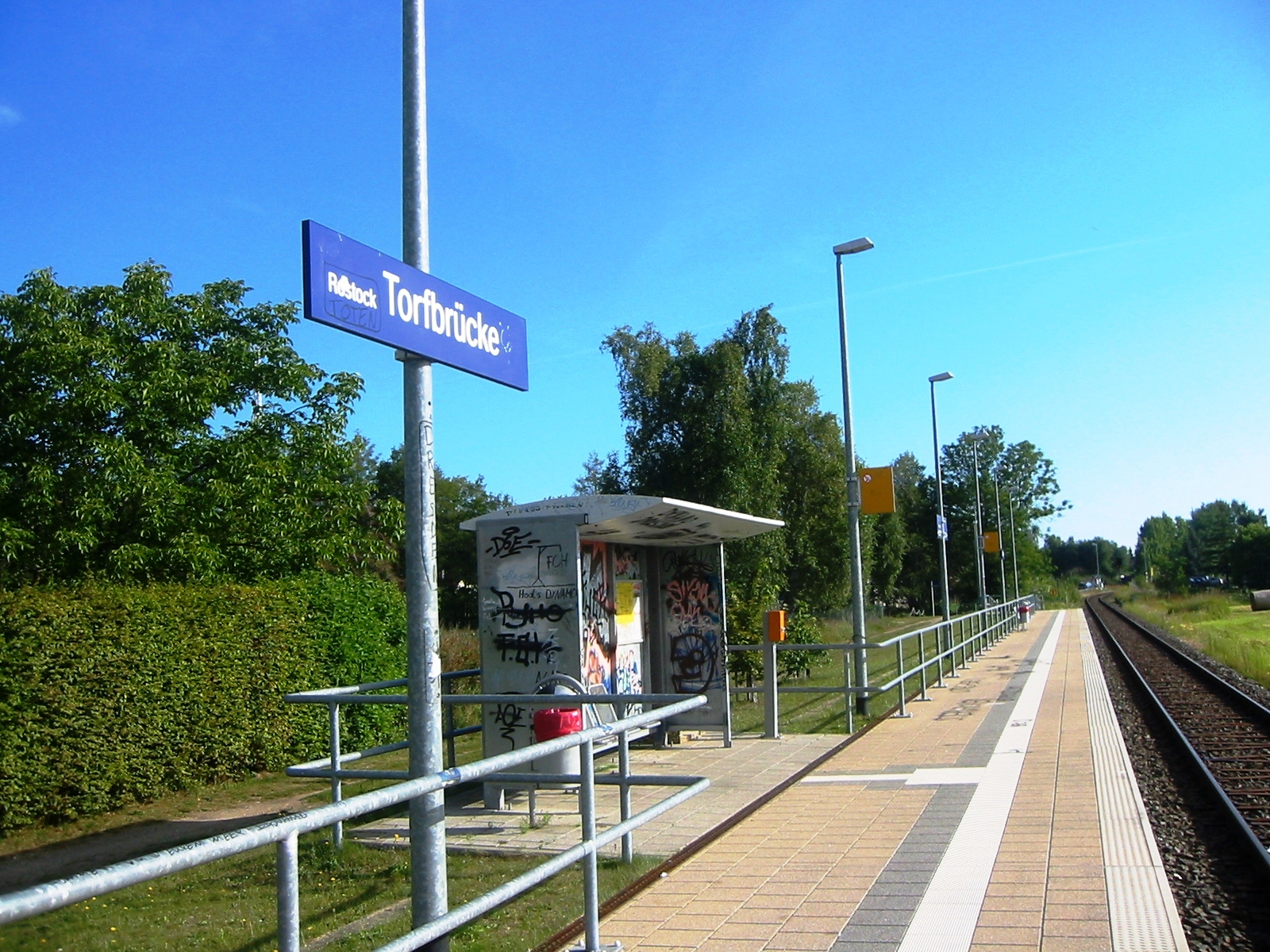
Rostock Torfbrücke (2012)

Der Haltepunkt Rostock-Torfbrücke im Ort Torfbrücke liegt auf Rostocker Gebiet südlich der Grenze zu Graal-Müritz. Da er etwas näher am Graaler Ortskern als der Bahnhof Graal-Müritz lag, hieß er zunächst Graal Schwanenberg. Bis in die 1990er Jahre trug er den Namen „Ostseebad Graal-Müritz Schwanenberg“. Dies war der längste Stationsname in der ehemaligen DDR. Von Mitte der 1990er Jahre bis zur Streckensanierung um das Jahr 2000 hieß er sogar Ostseeheilbad Graal-Müritz Schwaneberg.
Nach der Reaktivierung der Strecke wurde er in Rostock-Torfbrücke umbenannt.
Das kleine Empfangsgebäude mit einem Wartesaal und Fahrkartenschalter war bis in die 1990er Jahre in Betrieb. Heute wird es privat genutzt. Der Umbau des Haltepunkts 2004 war recht aufwändig. Für die Arbeiten waren wegen des morastigen Untergrundes umfangreiche Erdarbeiten notwendig. Der Haltepunkt wurde mit moderner Beschilderung und einem kleinen Unterstand ausgestattet. Inzwischen existiert auch ein Fahrgastinformationssystem.